# Феліксув (Томашовський повіт)
Феліксув (пол. Feliksów) — село в Польщі, у гміні Желехлінек Томашовського повіту Лодзинського воєводства.
Населення — 24 особи (2011).
У 1975—1998 роках село належало до Пйотрковського воєводства.

## Демографія
Демографічна структура станом на 31 березня 2011 року:
|          | Загалом | Допрацездатний вік | Працездатний вік | Постпрацездатний вік |
| -------- | ------- | ------------------ | ---------------- | -------------------- |
| Чоловіки | 12      | 1                  | 8                | 3                    |
| Жінки    | 12      | 2                  | 5                | 5                    |
| Разом    | 24      | 3                  | 13               | 8                    |